# ラグナロク (漫画)
『ラグナロク』及び『RAGNAROK INTO THE ABYSS』（RAGNARÖK、RAGNAROK、ラグナロク、라그나로크）は大韓民国の漫画家、李命進（イ・ミョンジン、Lee Myung-Jin、이명진）による、北欧神話を元にして作られたファンタジー漫画作品である。

## 概要
MMORPGの「ラグナロクオンライン」の元となった作品としても知られている。日本語訳版は宙出版から刊行されている。韓国版のページの進み方は左から右。日本語版も同様に左から右へ進む。
当初はラグナロクオンラインより未来の物語であったが、後に過去の物語として描写されており、主人公のケイアスやアイリーン姉妹などが登場している。
そのためかMMORPGの「ラグナロクオンライン２」ヒストリーの設定と大幅に食い違いが見られる。

## 登場人物

### メインキャラクター
ケイアス
本作の主人公。ルーンナイト。女神フレイヤに殺された光の神バルドルの転生体。龍飛流という剣術を使う。所有する刀の名前は飛天。
ラグナロクオンラインでも過去の英雄として登場しており、そちらでの名前表記は「ケイオス」。
アイリス・アイリーン
ケイアスとともに旅をするクレリック。符術によりケイアスの戦闘を支援する。フェイヨン3神刀のひとつ天龍刀を所有。性格は明るく前向きだが割りとドジであるため、パーティーのムードメーカーも勤める。ラグナロクオンラインにも登場した。
フェンリス・フェンリル
ウォーロックの女性。神族が人間に転生した姿。同じく転生した恋人バルドル（＝ケイアス）を探していた。クールな女性だが、ケイアスとの出会いでは頬を赤らめたりするなど年相応の反応を見せる。万波息笛という魔法の笛を所有。強力な魔法を駆使する。ラグナロクオンラインにも登場した。
ロキ
ボーンメイルを身に纏ったアサシン。アサシンギルドの中でも最高の7人にのみ与えられる「ギロチンクロス」の称号を持つ。フォース（宇宙根源の“気”の力）を操り、己の肉体とマインドブラスターという短剣を駆使して戦う。
ラグナロクオンラインにも登場しており、非常に重要な役割を担っており、魔王モロクとの決着に導いた。
リディア
自称トレジャーハンターのシーフ。
セス
リディアの相棒。人語を話す尻尾が2本の猫。

### サブキャラクター
サラ・アイリーン
エソテリックシャーマン。12人居るフレイヤ親衛隊ヴァルキリーのひとり。アイリスの異母姉。フェイヨン3神刀のひとつ海龍刀を所有。
ゼノビア・サディ・フレイル
12人居るフレイヤ親衛隊ヴァルキリーのひとり。
アルカナ
ゼノビアの部下。
リサ
12人居るフレイヤ親衛隊ヴァルキリーのひとり。
ビジョウ
ヒメルメズ
フレイヤ
本作における黒幕的な存在だが、姿は一切見せていない。
オーディン
バルドルの父。1000年前の戦い後に姿を消した。
フギン
ムニン
バルドル
ケイアスの前世。フレイヤによって殺されたとされている。
ベルダンディ
現在を操る女神。
ウルド
過去を操る女神。
スクルド
未来を操る女神。
ティアメット
龍神族の皇女。バルドルの母。
サクライ
カースナイト。常に血を欲する呪われた魔剣タルタノスを所有。
モロク
タナトスにより封印された魔王。この魔王の名をとって封印の地はモロクと名づけられた。
ラグナロクオンラインにも登場しており、ストーリー上におけるラストボス的な位置付けをされている。

### その他のキャラクター
ベルゼブ
キュゲス
タナトス
400年前の魔剣士。魔王モロクを封印した。
シバ
アンジェリナ
グスタフ・キューブ
カドモン
ジュノーに住む賢者。
レイナ
嘗てゲフェニアを追われたエルフの末裔。
ゲイシル
タイタニア
過去に栄えた国の王女。ある人物の人生を左右させた女性だが、居城の間取りや周辺環境からグラストヘイムと思われる。
ガーゴイル
ギガンテス
巨人族。半機械生命体。
フェイスワーム
人面を持つモンスター。

## 舞台
プロンテラ
イズルード
アルベルタ
フェイヨン
アイリスとサラの故郷。サラは過去の出来事から「殺し屋の村」と呼び忌み嫌っている。
ゲフェン
グラストヘイム
1000年前の戦いで廃墟になった城。バルドルの剣「センチネルブリーズ」が残されている。
モロク
アサシンギルドのある砂漠の街。魔剣士タナトスによって魔王モロクが封印された場所でもある。
ジュノー
ゲフェニア
ゲフェンの地下深くに眠る土地。嘗ては太古に栄えたエルフの王国だったが、エルフから知恵と文化を授けられた恩義を忘れた人間たちが、ドワーフと連合を組んで侵略を企てたことにより滅亡した。その後は、エルフの賢者ゲイシルが製造した「ゲイシルの星」によって市街地が保護されているため、エルフですら立ち入りが出来ない。

## 書籍

### 韓国版
- RAGNARÖK 라그나로크 INTO THE ABYSS（著：이명진）
  1. （1998年11月）
  2. （1999年1月）
  3. （1999年4月）
  4. （1999年8月）
  5. （2000年2月）
  6. （2000年8月）
  7. （2001年1月）
  8. （2001年6月）
  9. （2001年12月）
  10. （2002年7月）

### 英語版
固有名詞の訳語に直訳ではなく、北欧神話の全く別の言葉を当てている箇所が多い。
- RAGNARÖK（著：Myung-Jin Lee / 訳：Richard A. Knaak / 出版：TOKYOPOP）
  1. Eve of Apocalypse（2002年5月）
  2. Day of Reckoning（2002年7月）
  3. Night of Blood（2002年9月）
  4. Dawn of Destruction（2002年11月）
  5. Twilight of Terror（2003年1月）
  6. Midnight's Masters（2003年3月）
  7. Seeds of Betrayal（2003年7月）
  8. Revenge of the Valkyrie（2003年10月）
  9. Legacy of the Vanar（2004年1月）
  10. Memories of Shadow（2004年4月）

### ドイツ語版
- RAGNARÖK（著：Lee Myung-Jin / 出版：Panini Verlags GmbH）
  1. （2004年1月）
  2. （2004年3月）
  3. （2004年5月）
  4. （2004年7月）
  5. （2004年9月）
  6. （2004年11月）
  7. （2005年1月）
  8. （2005年3月）
  9. （2005年5月）
  10. （2005年7月）

### 日本語版
翻訳に一貫性がなく、誤訳も散見される（固有名詞など）。
- 著：李命進 / ミッシィコミックス 出版：宙出版 
  - ラグナロク 特別編集
    1. （2004年8月）
    2. （2004年12月）
    3. （2005年6月）

  - RAGNARÖK INTO THE ABYSS
    1. （2004年11月）
    2. （2004年11月）
    3. （2004年11月）
    4. （2005年3月）
    5. （2005年4月）
    6. （2005年11月）
    7. （2005年12月）